# Židovský hřbitov ve Zbraslavicích
Židovský hřbitov ve Zbraslavicích se nachází na severním okraji města Zbraslavice v okrese Kutná Hora, na jižním svahu v chatové osadě U Šárů.
V roce 1958 byl hřbitov vyhlášen kulturní památkou.

## Historie a popis
Již rok 1632 má být rokem založení prvního židovského hřbitova v části zvané Pančava, ten však byl na nátlak panstva zrušen. Další hřbitov existoval necelý rok 1697 nad Kudláčkovým mlýnem, ale teprve další pokus o založení tzv. domu života byl trvale úspěšný, a to u Hetlína nad Spáleným mlýnem. Je doložen roku 1766 na ručně kresleném plánu, jež uchovává archiv Židovského muzea v Praze. Jiné materiály uvádějí, že hřbitov byl zřejmě založen v roce 1797.
Pohřební bratrstvo Chewra kadiša bylo ve městě založeno v roce 1692 a ve Zbraslavicích se těšilo výsadnímu postavení. Poté, co se roku 1906 vlastníkem hřbitova stala ŽNO Kutná Hora, jeho správu se rozhodla dále ponechat v rukách tohoto místního pohřebního bratrstva.
Po 2. světové válce byla ohradní zeď areálu rozebrána a došlo k odcizení části novodobých náhrobků. V 80. letech byl pak pozemek hřbitova zmenšen v důsledku pokládání kabelů elektrického vedení. Během léta roku 2008 areál hřbitova poškodilo tornádo, které vyvrátilo jak několik desítek vzrostlých stromů tak řadu náhrobků. Areál byl opraven následujícího roku, na pozemku nadále roste osm stromů.
Do dnešního dne se dochovalo cca 150 převážně pískovcových a žulových náhrobních kamenů datovaných od počátku 19. století do roku 1932, z nichž nejstarší čitelné jsou z let 1815 a 1834. Dle fotografií z roku 1903 nerostly v areálu žádné dřeviny, na konci 30. let 20. století jsou již evidovány osiky. Náhrobky jsou umístěny v jižní části hřbitova a mají nápisy jak v hebrejštině tak v němčině i češtině. Z ohradní zdi zůstaly pouze málo patrné zbytky a hřbitov je tak volně přístupný. Márnice se prakticky nedochovala – na jejím místě je viditelná jen nízká, travou a břečťanem zarostlá vyvýšenina.

## Další fotografie

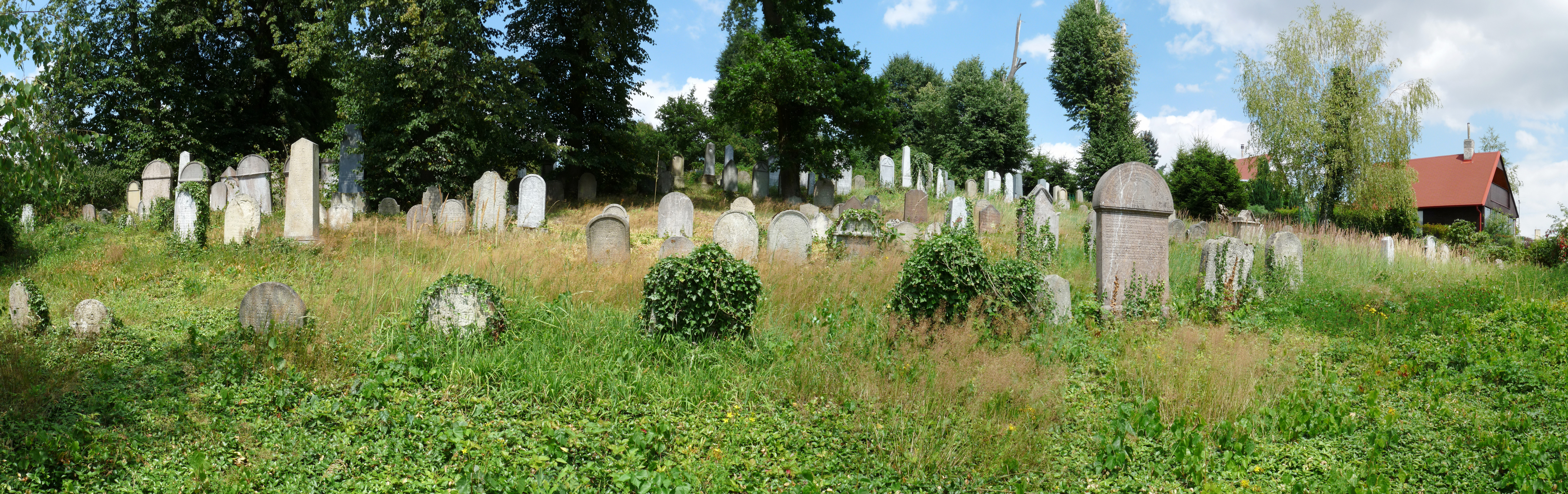
Celkový pohled
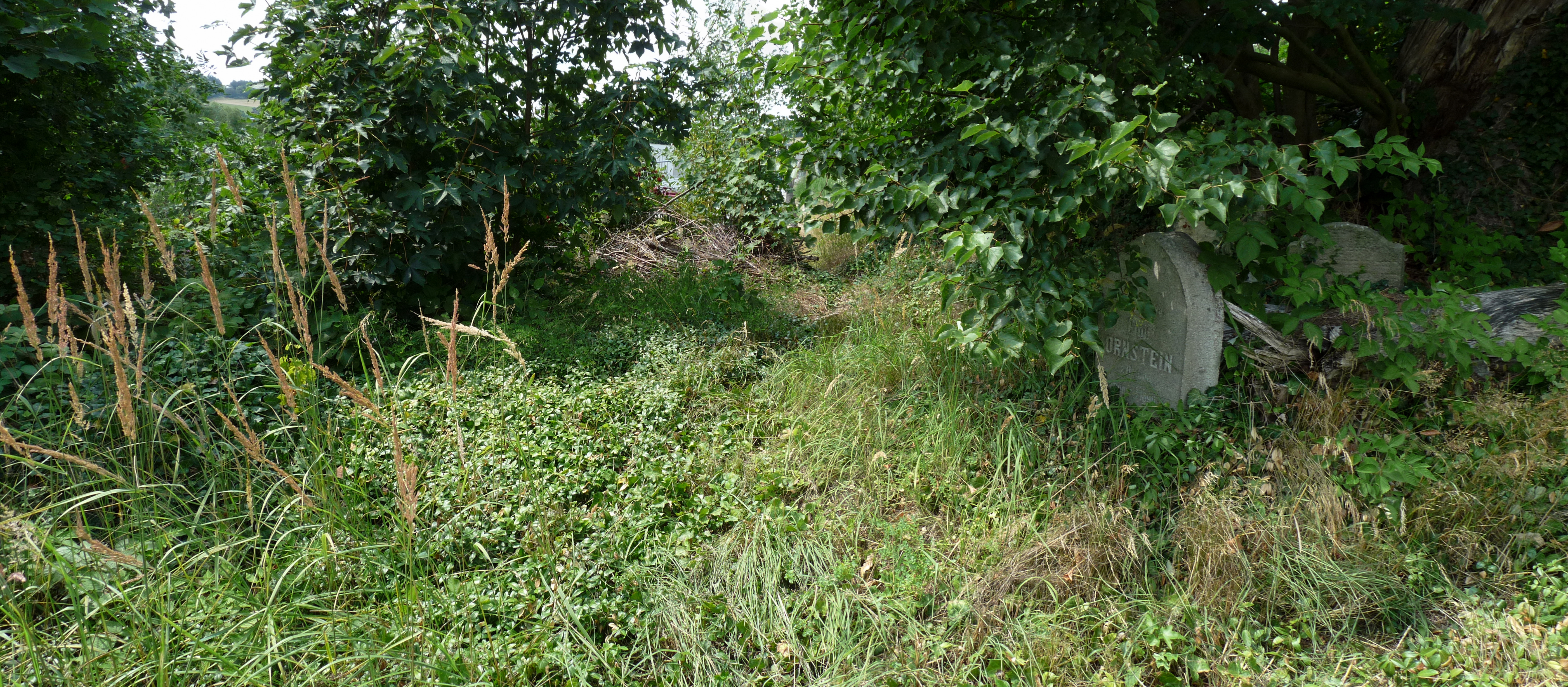
Zbytky márnice
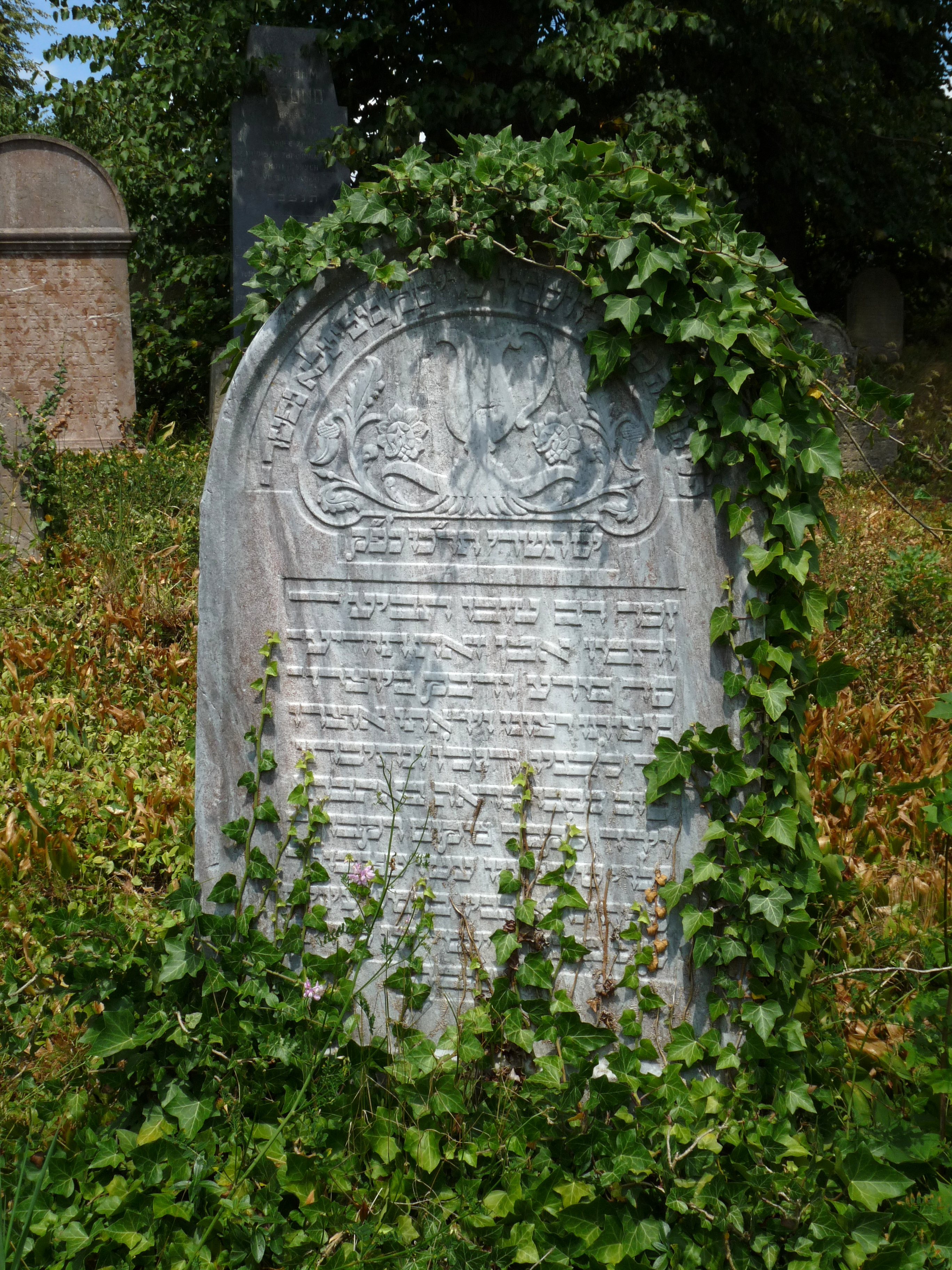
Náhrobek se symbolem levitského džbánu
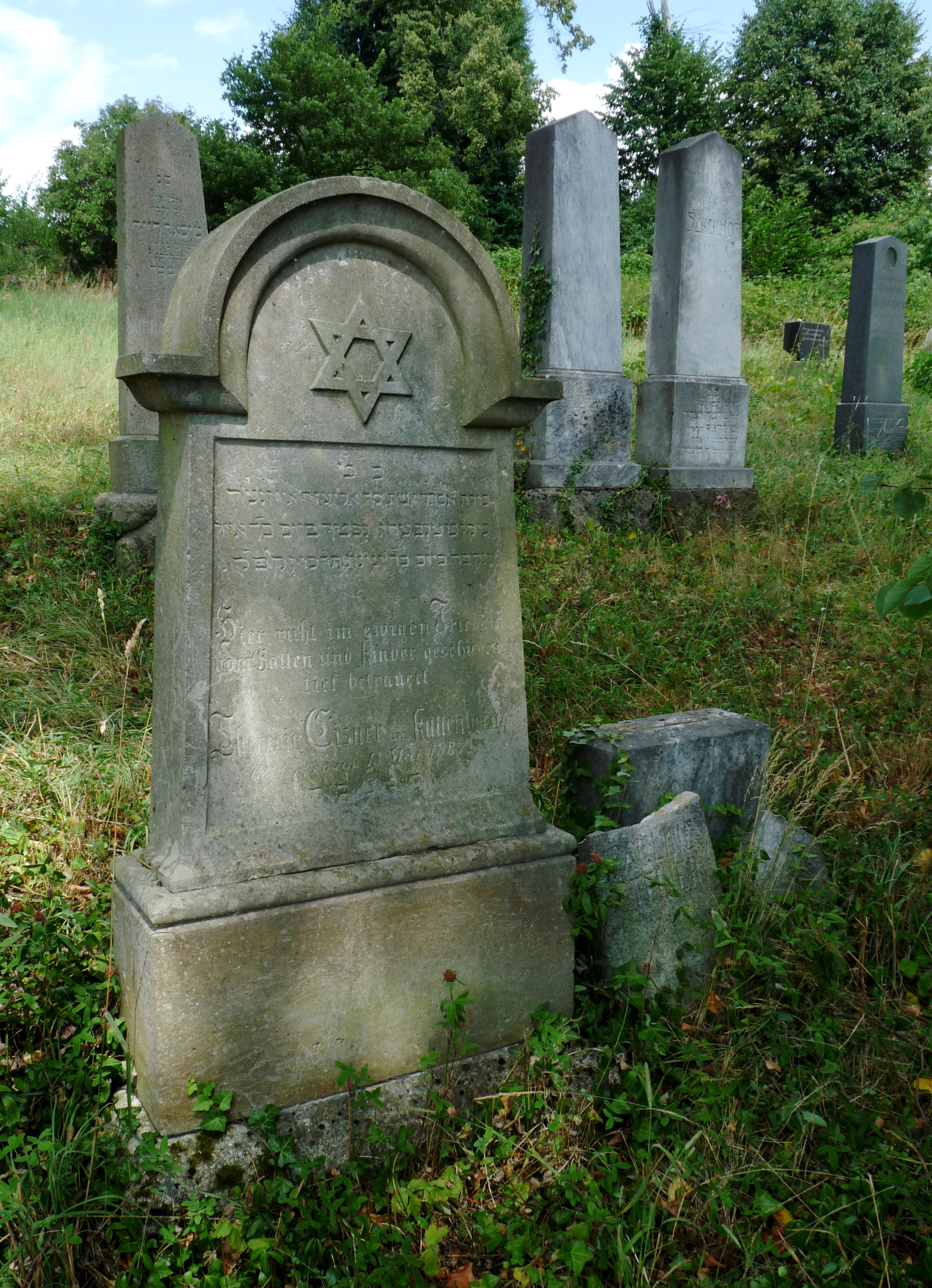
Náhrobek se symbolem hvězdy Davidovy
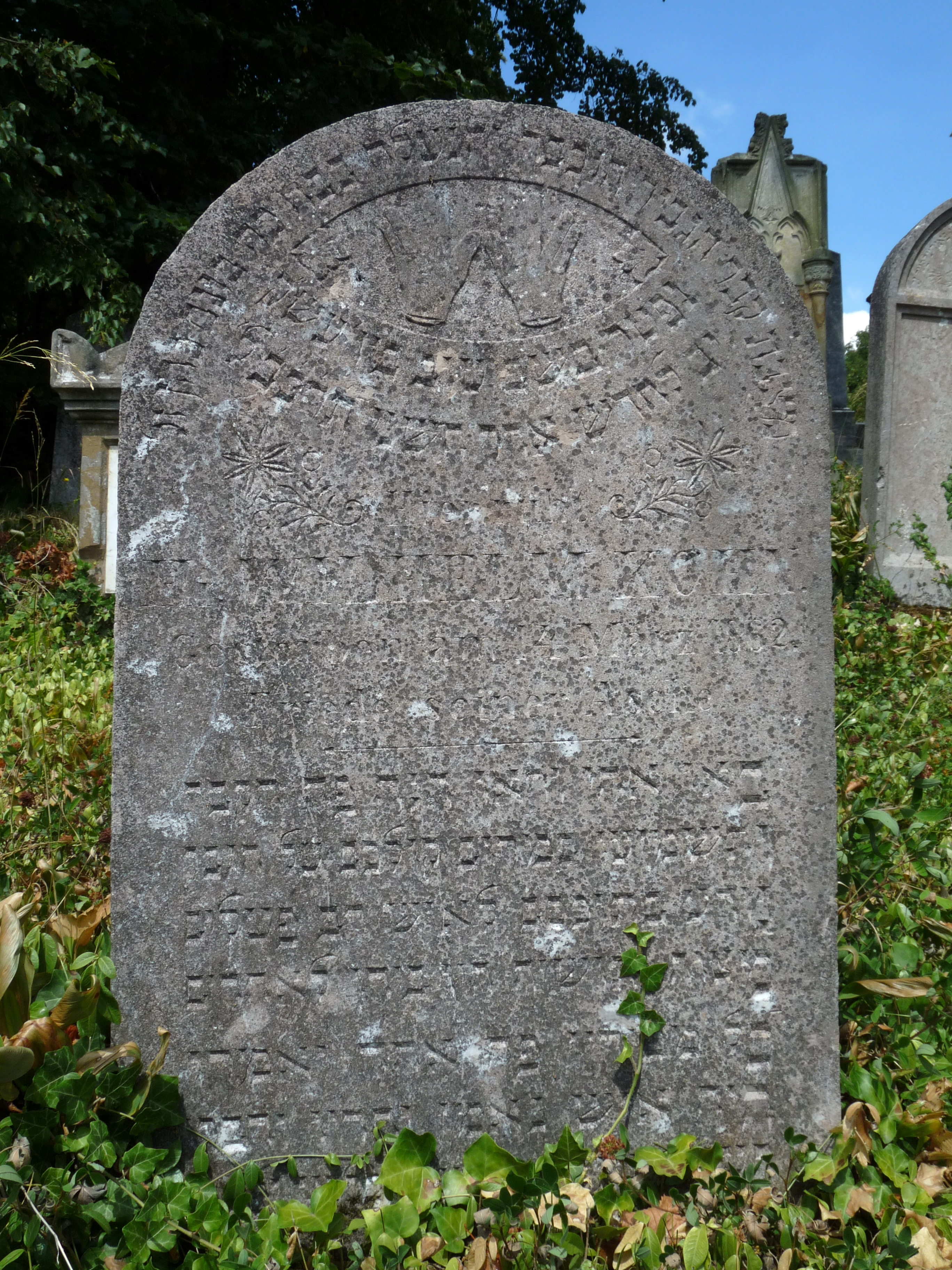
Náhrobek se symbolem kohenských rukou